# Vermú

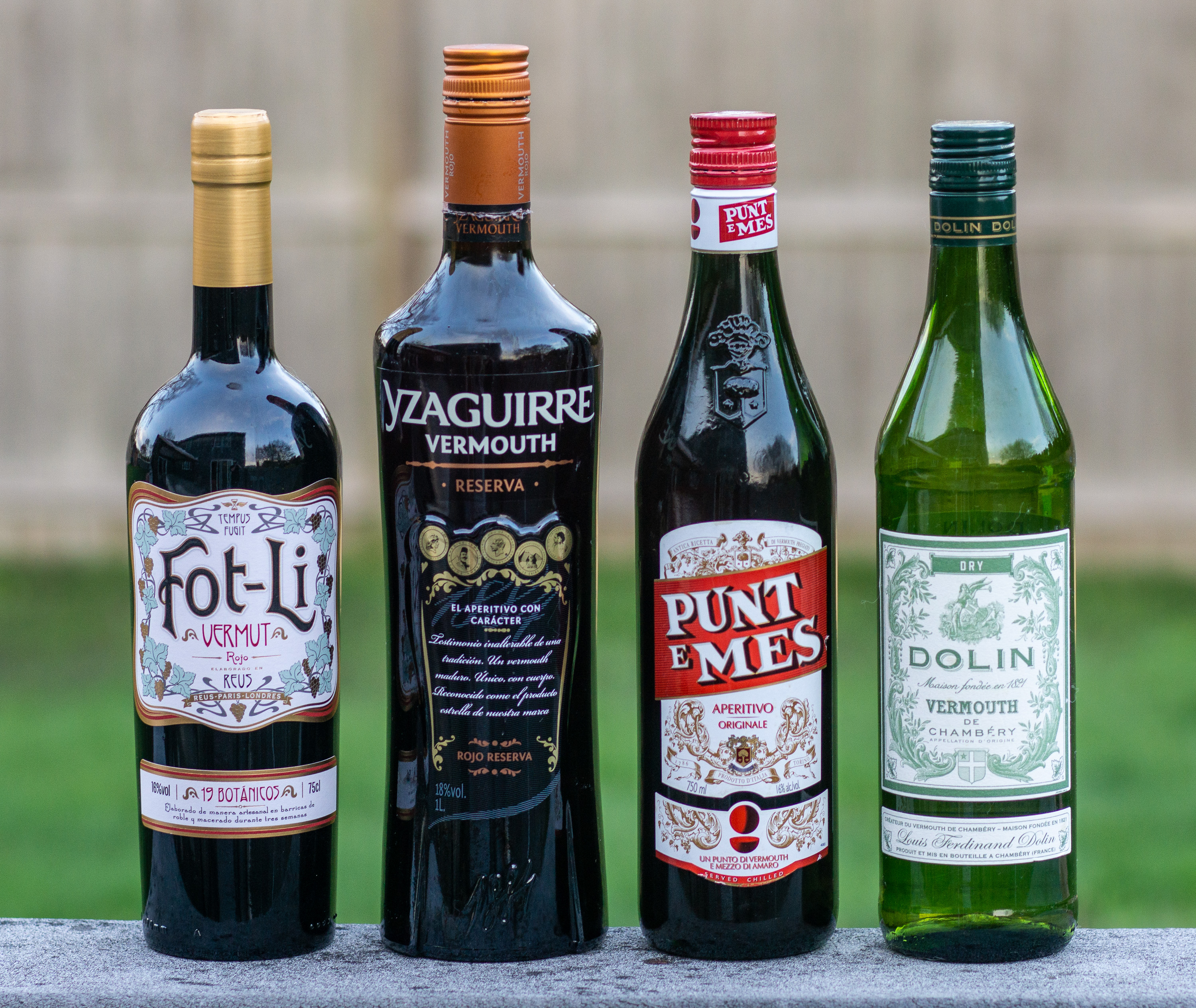
Cuatro botellas de vermú

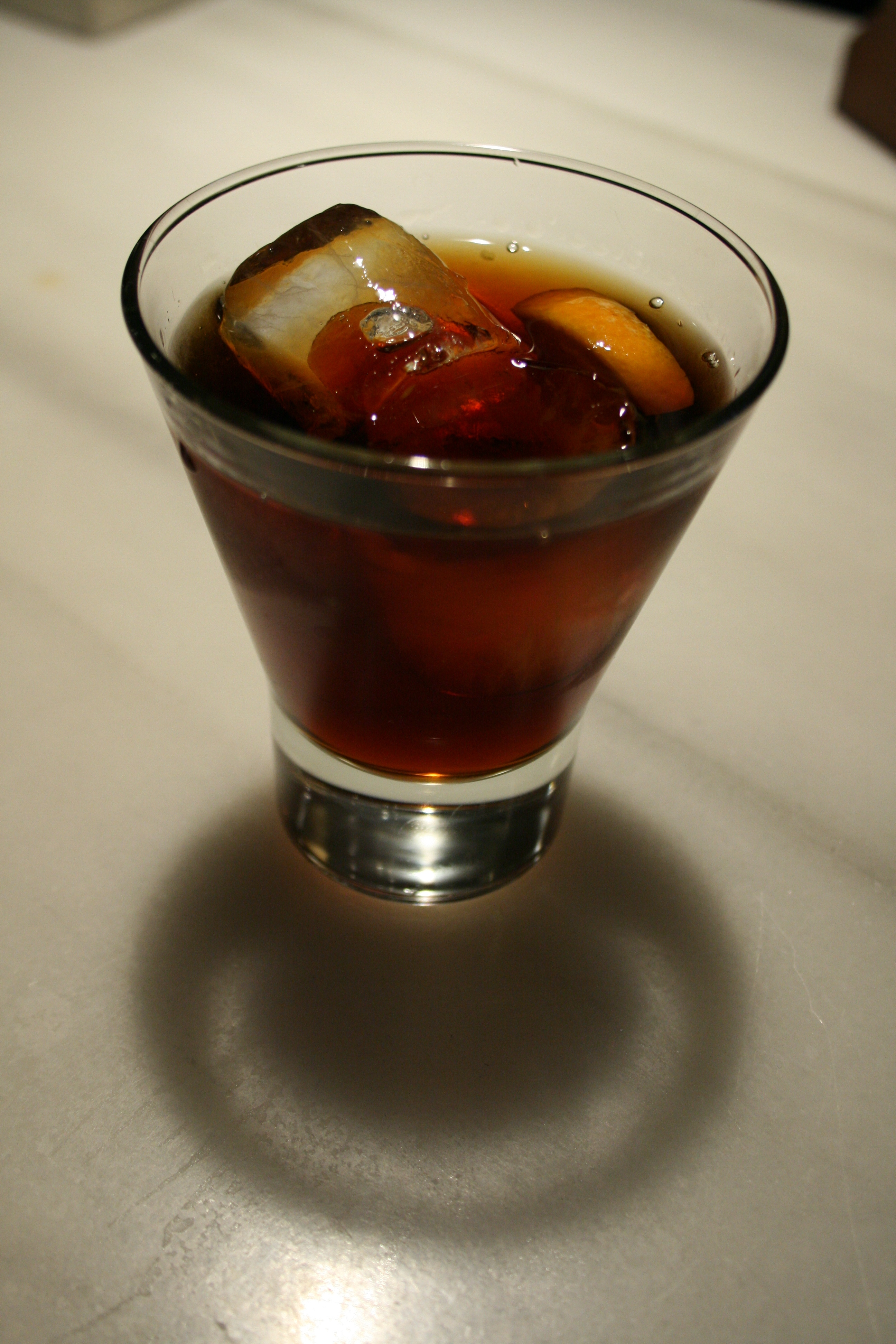
Copa de vermú

El vermú, vermut (del alemán wermut, que significa ‘ajenjo’) o vermouth es una bebida alcohólica categorizada como un «vino fortificado», con composición en una base de vino con un destilado y una mezcla de hierbas, entre ellas fundamentalmente el ajenjo, pero también llamado artemisa, siendo este botánico el componente más importante además del brebaje, flores, raíces, pieles de cítricos, especias y caramelo, variando en perfiles dependiendo del estilo.
Estos vinos fortificados son típicamente europeos y sus marcas más comunes son francesas, españolas o italianas, siendo en este país (concretamente en la ciudad de Turín) donde al final del siglo XVIII se lo empezó a conocer como un producto regional. Muy consumido en Italia, Francia, España, Estados Unidos y Argentina, siendo estos últimos fuertemente influenciados por la escena italiana al atraer un gran número de inmigrantes de esta nacionalidad a fines de siglo XIX y durante todo el siglo XX.
Generalmente, en el mercado se puede encontrar diferentes estilos, siendo los más habituales:
- Rosso: este es el estilo más convencional, teniendo un perfil más dulce, herbal (destacando el ajenjo) y levemente especiado. También llamado rojo (en español) o rouge (en francés). En el caso de las marcas españolas, suelen llevar su composición a un perfil mucho más especiado.
- Bianco: estilo más apoyado en un balance de flores (saúco y manzanilla en la mayoría de los casos), raíces (por ejemplo genciana y regaliz) y resinas (como el enebro). También llamado blanco (en español) o blanc (en francés).
- Dry: cuenta con menos azúcar y más alcohol, sus notas se relacionan con raíces, cortezas y un sutil perfil de especias. También llamado seco (en español) o secco (en italiano).
- Rosé: estilo contemporáneo fácil de encontrar en la escena artesanal, sobre todo del nuevo mundo. Si bien no existe una reglamentación o una definición exacta de este estilo, la mayoría de los productores concuerdan en tener una presencia marcada de mezclas de variedades tintas y blancas en su base de vino. Este estilo suele destacar la calidad del vino, por lo que suele estar hecho por productores vitivinícolas o empresas asociadas a estos. También llamado rosato o rosado.

## Historia
El primer registro de un antecedente similar fue por Hipócrates, célebre médico y filósofo de la antigua Grecia quien puso a macerar en vino flores de ajenjo y hojas de díctamo y obtuvo lo que en la Edad Media fue llamado «vino hipocrático» o, sencillamente, «vino de hierbas».
Si bien estas preparaciones fueron muy habituales en toda Europa como un método para conservar el vino para que demore en presentar signos de oxidación, fue a fines del siglo XVIII que se empezó a conocer como vermouth, siendo Antonio Benedetto Carpano quien comenzó a comercializar su preparación de vino con un aproximado de 30 botánicos en la ciudad de Turin, por ese momento parte del Ducado de Saboya.   
La llegada del vermouth a España se produce a finales del siglo XIX por influencia de distintos empresarios y productores italianos, asentándose sobre todo en las regiones vitivinícolas de Cataluña. Por la entrada de este vino fortificado vendrá la consideración de la región catalana (sobre todo Barcelona y Reus) así como su verdadero inicio en Madrid, como cuna del vermut español, siendo Perucchi el primer vermut producido en España.  
Hoy día casi todas las regiones españolas producen multitud de vermut con excelentes calidades y distintas peculiaridades.  
Con el paso del tiempo, el término ha adquirido también un sentido genérico en España y Argentina para definir el aperitivo —cualquier bebida con unas tapas— previo a la comida. De aquí proviene la expresión de «ir a tomar el vermú» o «quedar para tomar el vermú».
En Argentina se masificó su consumo gracias a la gran inmigración de italianos durante los siglos XIX y XX. Rápidamente se convirtió en la bebida más consumida, después del vino, y los principales productores de Italia se instalaron en el país. El primero de ellos fue Cinzano, abriendo en este país su primera fábrica fuera de Italia en 1923, que para entonces ya exportaba grandes cantidades a granel. A principios de 2023, Cinzano lanza en Argentina su primer proyecto totalmente fuera de su país de origen, Cinzano Segundo, con base de vino malbec y botánicos autóctonos argentinos.
Cabe destacar el enorme aporte del mercado norteamericano a la historia del vermú, siendo la marca Martini & Rossi (llamada simplemente Martini fuera de este país) una gran figura dentro de la escena de la coctelería clásica, formando parte de cócteles clásicos como el Manhattan, Rob Roy y Martini (llevando este el mismo nombre de la marca) entre otros.
Otros cócteles muy populares con vermú son el Mi-To (Milano-Torino), Negroni, Hanky Panky, Old Pal o el Cardinale.

## Composición y elaboración
El vermut rosso, el más comercializado, está compuesto por más de veinte extractos de hierbas, raíces, flores, especias y cítricos. La composición más común (la italiana) incluye ajenjo, pieles de naranja amarga, flores de sauco, anís, liquen, jengibre, mejorana, raíz de genciana, regaliz, menta, orégano y manzanilla, entre otros.
La base vínica suele ser de vinos moscato, trebbiano o nebbiolo en el caso de las marcas italianas y pedro ximénez o macabeo en el caso español. En Argentina se suele usar criolla, pedro ximénez (el más común) torrontés o malbec.

## Productores de vermú
En Italia: Cinzano (Campari Group), Martini, Carpano (Fratelli Branca), Mancino, Macchia, Romanetti, Gancia, Vermouth del Professore, Cochi, entre otros. La mayoría concentrada en la ciudad de Turin o el resto de la región de Piamonte.
En España: Yzaguirre, Miró, Siderit, Igarmi, Turmeon, Lustau, Lacuesta, Bodegas Escudero, Cisa y San Bernabé, Zecchini o Zarro entre otros. Si bien se pueden encontrar marcas de vermú en todo el país, destaca mucho la producción y consumo catalán y aquellos a base de vinos de Jerez.
En Argentina: Lunfa, Giovannoni, La Fuerza (Bodega Zuccardi), Cinzano (Campari Group), Carpano (Fratelli Branca), Martini y El Abuelo, entre otros. También podemos destacar una fuerte escena de producción regional/artesanal, como por ejemplo, la marca Al Voleo oriunda de la ciudad de Villa de Merlo, Provincia de San Luis.